# New York GAA
Il New York County Board o New York GAA, nome con cui si identificano anche le sue squadre di calcio gaelico e hurling, è uno dei county board al di fuori dell'Irlanda, responsabile dell'organizzazione dei match con altre contee delle franchigie prima menzionate e della promozione degli sport gaelici nella sua area di competenza.

## Hurling
Sebbene non abbia vinto molte competizioni la franchigia ha comunque un certo fascino. In primo luogo sul suo suolo di competenza sono nati alcuni tra i club di sport gaelici tra i più antichi del mondo (il primo nel 1857, tra i più importanti si annoverano New York, Emmet, Wolfe Tone, Brooklyn, Geraldine e Men of Ireland club) e, oltre a questo, ha sconfitto varie squadre tra cui Wexford, Derry ma soprattutto Kilkenny, la regina dell'hurling nel 1969. Nel 2006 giunsero fino all'Ulster Senior Football Championship final perdendola contro Antrim

### Titoli
- All-Ireland Senior B Hurling Championship 1: 1996

## Calcio gaelico
Nonostante goda di un'ottima popolarità tra gli immigrati irlandesi a New York, la città non ha mai imbastito una squadra di alto livello. Gli unici titoli di cui si può fregiare sono tre National Football Leagues di terza categoria. Al giorno d'oggi la squadra è inserita nel torneo provinciale del Connacht.

### Titoli
- National Football League 3

1950, 1964, 1967